# 邵喜
邵喜（？—1523年），明朝浙江承宣布政使司杭州府昌化县人（治今浙江临安西），明世宗祖母邵太后的弟弟。
世宗即位，封邵喜为昌化伯。他的父亲邵林早逝，弟弟邵宗。嘉靖二年（1523年）邵喜卒，谥号荣和。其子邵蕙嗣位，嘉靖六年（1527年），邵蕙去世。明世宗命邵蕙的弟弟邵萱嗣位，邵蕙的侄子锦衣卫指挥使邵辅认为邵萱非嫡，不当袭封。最后明世宗以邵喜哥哥邵安的孙子邵杰为昌化伯。邵杰后来和武定侯郭勋有矛盾，郭勋说邵杰不是邵氏的后代。给事中陆粲论大学士桂萼受到邵杰贿赂。明世宗最后逮捕陆粲下狱，邵杰夺取袭封。

## 延伸阅读
[在维基数据编辑]
 《國朝獻徵錄·卷之三》，出自焦竑《國朝獻徵錄》
 《明史卷三百》，出自《明史》